# Messuhr

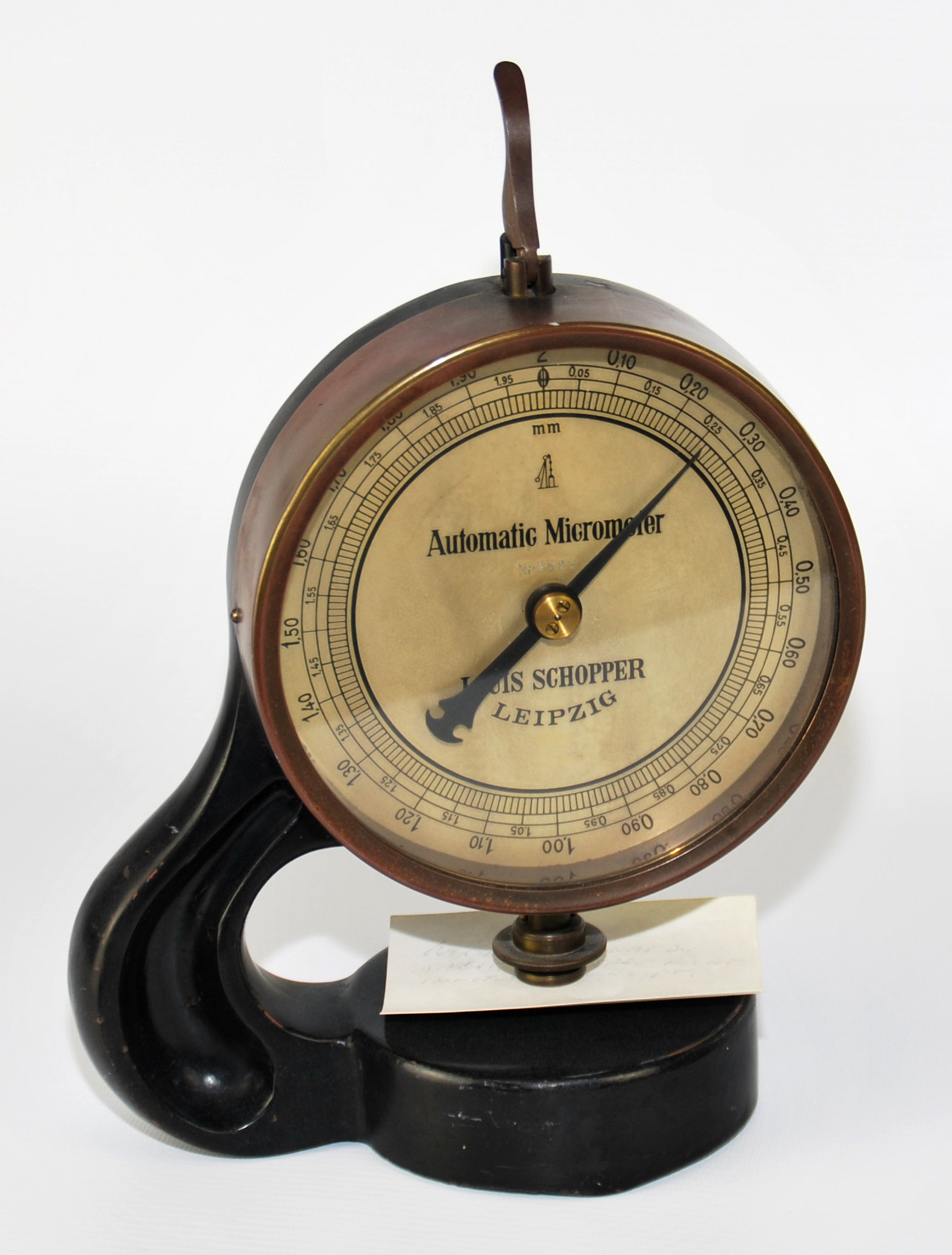
Dickenmessgerät

Eine Messuhr ist ein mechanisches Messgerät zum Messen von Längen oder Längendifferenzen. Sie wird zum Beispiel für Vergleichs-, Ebenheits-, Lage- oder Rundlaufmessungen eingesetzt. Messuhren existieren seit Ende des 19. Jahrhunderts und werden heute entweder mit einer analogen oder mit einer digitalen Anzeige hergestellt. Funktion und Aufbau von Messuhren werden durch die DIN-Verordnung 878 normiert.

## Aufbau und Funktion

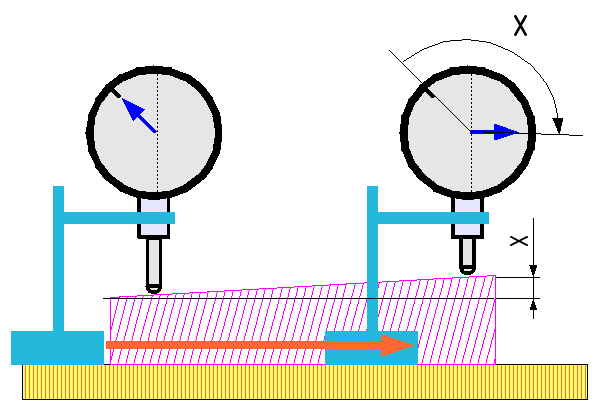
Messprinzip einer Messuhr

Bei Messuhren mit Rundskala und analoger Anzeige wird die Längsbewegung des Messtasters mittels Zahnstange und Zahnrad auf den Zeiger übertragen. Dadurch kann sich der Zeiger der Messuhr mehrmals im Kreis drehen. Die Anzahl der Umdrehungen wird mit einem weiteren Zeiger angezeigt, ähnlich dem Stundenzeiger einer Uhr, der die Anzahl der Umdrehungen des Minutenzeigers anzeigt.
Die Zahnstangenübersetzung hat den Vorteil, dass die Messuhr einen relativ großen Messbereich hat. Sie hat jedoch auch Nachteile: Wenn das zu ermittelnde Maß am Messobjekt den Wegbereich der Zahnstange beträchtlich überschreitet, kommt es bei starrer Arretierung der Messuhr zu Getriebeschäden oder Beschädigungen der Zahnstange. Somit kann ein wiederholtes Überschreiten des Messweges der Zahnstange zu Ungenauigkeiten führen. Möglich ist auch ein sogenannter „Schleppzeiger“, der sich in einem extrem verzögerten Zeigerrücklauf äußert. Das bedeutet, dass keine Messungen mehr durchgeführt werden können, die auf Wertdifferenzen zurückgreifen, also Rundlauf- und Ebenheitsmessungen.
Weiterhin zeichnet sich eine Messuhr dadurch aus, dass sie sowohl im Druck- als auch im Zugbetrieb eingesetzt werden kann und die Rückführung der Messstange über eine Feder erfolgt. Somit ist die anliegende Messkraft nahezu konstant.
Messuhren erreichen üblicherweise eine Genauigkeit von ca. 1/100 mm (10 µm) bei einem typischen Messbereich von 5 bis 60 mm. Seltener sind Messuhren mit einer Genauigkeit von 1/1000 mm  (1 µm).
Ein ähnliches Messgerät ist der Feinzeiger, welcher aber anders aufgebaut ist und einen geringeren Messbereich hat.
Messuhren haben, wie auch Messschrauben und Messtaster, gehärtete Flächen oder Kugeln, mit denen sie den zu messenden Gegenstand berühren. Einige Messuhren verfügen zusätzlich über einen Stoßschutz, der die Messmechanik vor Beschädigung durch Erschütterungen schützt. Bügel-Messuhren erlauben die einfache Messung der Dicke von flächigen Gegenständen. Dazu werden die beiden Messflächen auseinandergezogen und der zu vermessende Gegenstand dazwischen gehalten. Nach dem Loslassen liegen beide Flächen wieder auf dem Gegenstand auf und der Zeiger zeigt die Dicke des Materials an.

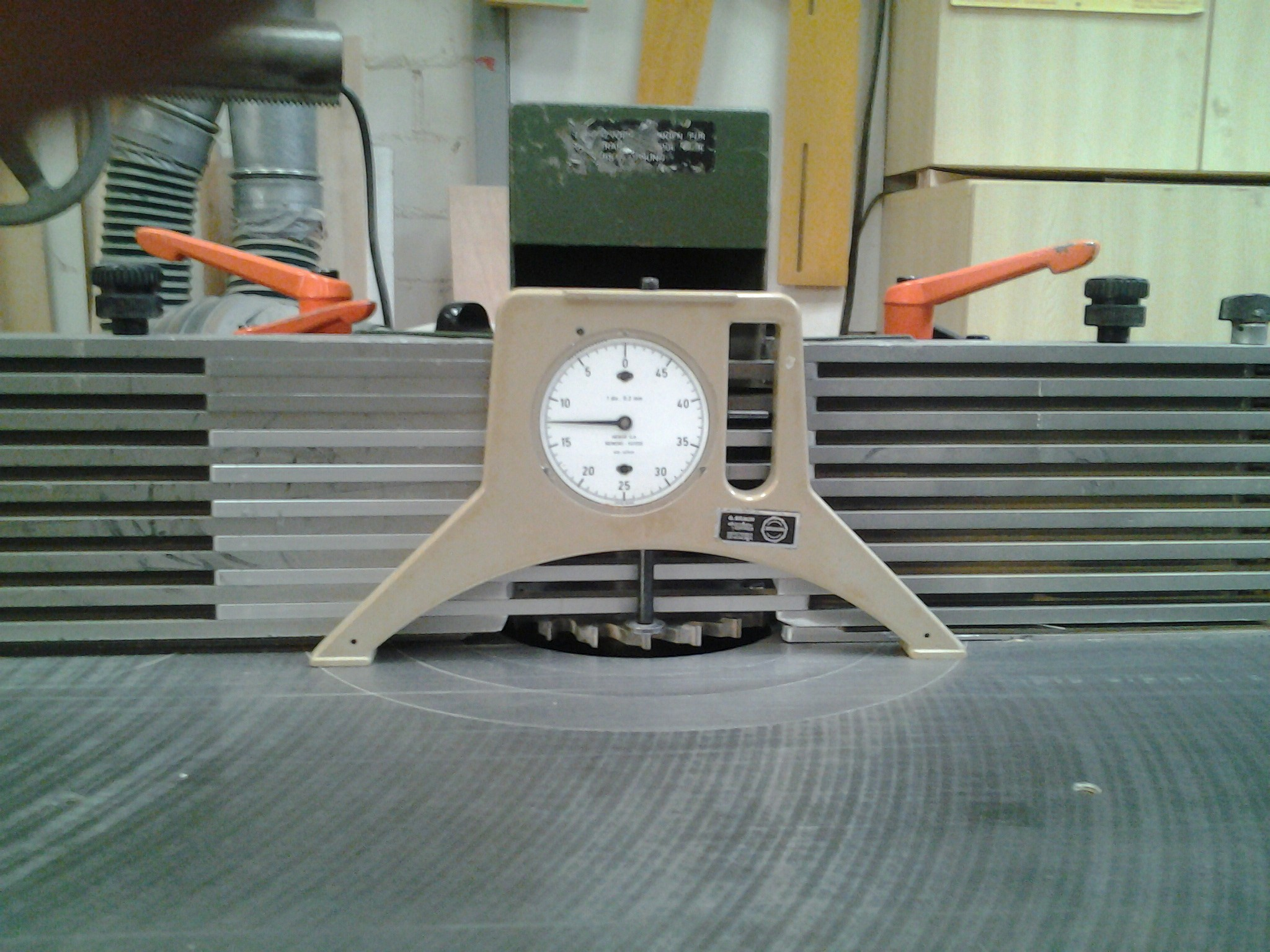
Einstellen der Höhe eines Fräsers mit einem Einstell-Messgerät

## Einstell-Messgerät
Eine spezielle Art der Messuhr ist das in der Holzverarbeitung eingesetzte Einstell-Messgerät. Der Tastbolzen befindet sich bei ihm mittig zwischen zwei bogenförmig verbundenen Aufstands- und Anlagefüßen. Wird das Gerät auf einem Maschinentisch über ein Werkzeug gestellt, beispielsweise einen Fräser in einer Tischfräse oder ein Sägeblatt in einer Kreissäge, kann der Schneidenüberstand und damit die Fräs- oder Schnitttiefe gemessen und eingestellt werden. Durch die flache Form des Gehäuses ist es genauso möglich, das Gerät liegend zu verwenden, um den Werkzeugüberstand an Anschlägen zu ermitteln.